# Tatort: Im freien Fall
Im freien Fall ist ein Fernsehfilm aus der Krimireihe Tatort. Der vom Bayerischen Rundfunk unter der Regie von Jobst Oetzmann produzierte Beitrag wurde am 4. November 2001 im Ersten Programm der ARD erstgesendet. Es ist der 29. Fall des Münchner Ermittler-Teams Batic und Leitmayr und die 484. Tatortfolge.

## Handlung
Die Kommissare Batic, Leitmayr und Menzinger ermitteln nach dem tödlichen Sturz des Kunstsachverständigen Dr. Olav Schmidt. Er ist von der oberen Etage eines Wohnhauses in den dazugehörenden Innenhof gestürzt und es ist zu klären, ob er sich selber umbringen wollte, oder ob jemand nachgeholfen hat. Noch während die Ermittler die Spuren sichern, verliert Leitmayr den Halt und stürzt beinahe ebenfalls in die Tiefe. In der Folge muss er sich einer ärztlichen Untersuchung unterziehen, die zu Tage bringt, dass er akute Herzprobleme hat und für mindestens drei Monate ausfällt. Um die freie Zeit zu nutzen, bedankt er sich zuerst bei der Hausbewohnerin Anne Mars, durch deren Hilfe er dem Sturz entgangen ist. Da sie Polizisten nicht sonderlich mag, gibt Leitmayr sich als Architekt aus. Er verabredet sich mit der sympathischen Blondine zum Abendessen und ist dabei sich ernsthaft zu verlieben. Anne ist Malerin und scheint den Toten gekannt zu haben, obwohl er nicht in dem Haus wohnte, von dem er gestürzt ist und sie der Polizei gegenüber sogar geleugnet hatte den Mann zu kennen. Daraufhin outet sich Leitmayr Anne als Polizist und macht ihr klar, dass er sich in einem großen Gewissenskonflikt befindet. In ihrer impulsiven Art schlägt sie Leitmayr daraufhin mit einer leeren Flasche nieder und ergreift panikartig die Flucht.
Batic findet heraus, dass ein Bekannter von Anne Mars als Kunstfälscher arbeitet. Ehe er ihn kontaktieren kann, wird er umgebracht. Daraufhin will er Anne befragen, doch hat sie bereits ihre Wohnung verlassen. Da sie ohne Geld unterwegs ist, sucht sie Zuflucht bei dem Kunstsammler und Galeristen Dr. Knuth und erwartet, dass dieser ihr hilft. Sie hatte sich in der Vergangenheit auf dubiose Geschäfte mit ihm und Schmidt eingelassen, somit sollte er ihrer Meinung nach auch ein Interesse daran haben, dass sie sich vor der Polizei in Sicherheit bringt.
Noch in der Nacht wird Anne von Leitmayr an der gleichen Stelle aufgefunden, an der bereits Schmidt in die Tiefe gestürzt war. Zwar lebt sie noch, verstirbt aber kurze Zeit später im Krankenhaus. Für Batic erklären sich die Vorfälle teilweise leider nur durch Vermutungen. So hat er herausgefunden, dass Schmidt und Knuth eine kriminelle Abmachung miteinander hatten. Als Kunstsachverständiger hat Schmidt einen bedeutungslosen Maler, von dem Knuth einige Bilder besitzt, als künstlerisch wertvoll eingestuft. Dadurch stiegen diese Werke in ihrem Wert und von Anne haben sie zusätzliche Bilder malen lassen, die sie mit Hilfe ihres Bekannten auf alt getrimmt hatte. Als Anne aussteigen wollte, hatte Schmidt vor sie umzubringen und ist bei dem Versuch in ihre Wohnung einzusteigen abgestürzt. Damit Anne nicht doch noch den Betrug aufdeckt, schickte Knuth seinen Assistenten Saupe zu ihr, der sie umbrachte, wie vorher schon ihren Bekannten.
Den einzigen Beweis für seine Hypothese erhofft sich Batic über ein Bild zu bekommen, das Anne Mars Leitmayr geschenkt hatte und das auch von ihr signiert wurde. Dadurch lassen sich mit modernen Analysemethoden alle angeblichen Meisterwerke überprüfen, die die Betrüger an ein Museum verkauft hatten. Dr. Knuth und Jürgen Saupe werden festgenommen.

## Rezeption

### Einschaltquoten
Die Erstausstrahlung von Im freien Fall am 11. November 2001 wurde in Deutschland von 7,77 Millionen Zuschauern gesehen und erreichte einen Marktanteil von 21,5 % für Das Erste.

### Kritiken
Rainer Tittelbach von tittelbach.tv urteilt: „‚Im freien Fall‘ ist Krimi, Drama und Liebesfilm zugleich. Wann sah man schon mal eine Reihen-Figur so stimmig aus ihrer Rolle fallen? Erotik, Spiel und tiefe Tragik durchwirken die drei schicksalhaften Tage von Kommissar Leitmayr. Ohnehin traumatisiert von einem Unfall taumelt er zwischen Pflicht und Neigung durch ein märchenhaft ausgeleuchtetes München, bevor die Realität ihn einholt. Wunderbare Szenen, göttliche Hain, köstlicher Paryla.“
Bei Spiegel Online findet man: „Schön aber ist die Leichtigkeit, mit der alles […] seinen Lauf nimmt, sowohl die schwungvolle Liebesgeschichte als auch deren schwebender Übergang ins eher Existenzielle, einen Gewissenskonflikt für Leitmayr, der weder als Liebender noch als Polizist mit sich zufrieden sein kann.“
Tilmann P. Gangloff lobt den Tatort bei Kino.de und schreibt: „Es ist vor allem die Vielschichtigkeit des Drehbuches von Alexander Adolph, die diesen ‚Tatort‘ herausragen lässt, denn Adolph gelingt, was andere Autoren […] so oft bloß anstreben: die Kombination starker Hauptfiguren mit einer überzeugenden, durchdachten, gut ausgearbeiteten Geschichte.“
Die Kritiker der Fernsehzeitschrift TV Spielfilm schreiben über diesen Tatort: „Bissig, prickelnd und zu Recht preisgekrönt.“

### Auszeichnungen
- Adolf-Grimme-Preis 2002 an Alexander Adolph (Buch), Jobst Oetzmann (Regie), Silvia Koller (Redaktion), Miroslav Nemec (Darstellung), Udo Wachtveitl (Darstellung).[6]